# Phyllonorycter nevadensis
Phyllonorycter nevadensis är en fjärilsart som beskrevs av Walsingham 1908. Phyllonorycter nevadensis ingår i släktet guldmalar, och familjen styltmalar.
Artens utbredningsområde är Spanien. Inga underarter finns listade i Catalogue of Life.